# Rigoberto Esparza
Rigoberto Esparza Morales (ur. 16 listopada 1983 w Guadalajarze) – meksykański piłkarz występujący na pozycji pomocnika, trener piłkarski, od 2024 roku prowadzi Venados.